# Jezioro Krzywe (gmina Świętajno)
Jezioro Krzywe – jezioro w woj. warmińsko-mazurskim, w powiecie oleckim, na terenie Pojezierza Ełckiego.

## Położenie i morfometria
Jezioro położone w centralnym mikroregionie Pojezierza Ełckiego – na Pojezierzu Łaśmiadzkim. Leży na obszarze gminy Świętajno (jego południowo-zachodni brzeg jest jednocześnie południową granicą tej gminy z gminą Ełk). Na wschodnim brzegu leży wieś Krzywe, a na zachodnim znajdują się pola wsi Sajzy i Piaski. W dużej mierze otoczone jest pasem lasów łęgowych, które w północnej części przechodzą w nieco większy kompleks bagienno-leśny. Wpada do niego kilka drobnych cieków, a ciek wypływający łączy je z jeziorem Łaśmiady. Jezioro rynnowe o wydłużonym z północnego zachodu na południowy wschód i nieco krętym (zgodnie z nazwą) kształcie. Większych wysp brak (jedna o powierzchni ok. 10 a).
Kolejne parametry to: długość linii brzegowej – 12 650 m, rozwinięcie linii brzegowej – 2,67 i wskaźnik odsłonięcia – 17,5. Głęboczek znajduje się w północnej części misy.
Dno mineralne, urozmaicone.
Jak inne jeziora powiatu oleckiego, objęte jest strefą ciszy. Wraz z okolicą leży na terenie Obszaru Chronionego Krajobrazu Pojezierza Ełckiego.

## Flora i fauna
Wśród roślin zanurzonych występują ramienice, rdestnica przeszyta, rdestnica połyskująca moczarka kanadyjska, a jako domieszka rogatki i wywłóczniki. Nymfeidy (głównie grążel żółty, grzybienie białe i rdestnica pływająca) są rzadkie, a szuwary buduje głównie trzcina pospolita, rzadziej pałka szerokolistna i pałka wąskolistna.
Jezioro jest dzierżawione przez Gospodarstwo Jeziorowe w Ełku. W pierwszej dekadzie XXI w. zarybiało ono jezioro następującymi gatunkami ryb: sieja pospolita, sielawa, szczupak pospolity, sum europejski i węgorz europejski, poza tym występują w nim jaź, karaś pospolity, karp, leszcz, lin, okoń europejski i płoć.